# Nom de guerre

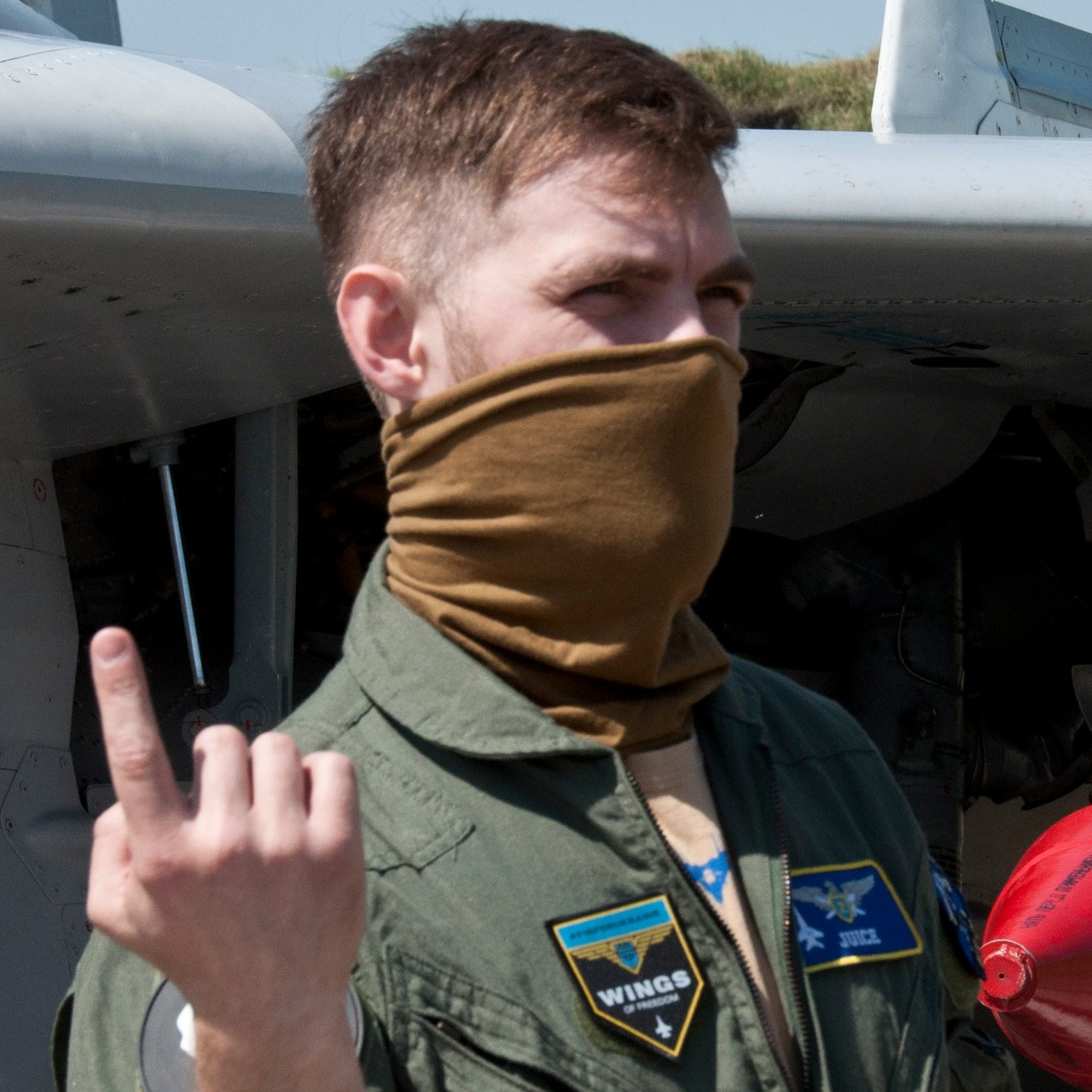
(1993-2024), pilote de chasse ukrainien connu sous le nom de guerre de « Juice ».

Un nom de guerre (en anglais : call sign, ou nom de guerre) est un pseudonyme qu'un chef politique ou militaire, ou un résistant adopte ou lui est attribué afin de créer ou d'accroître son identification à lui-même ou aux objectifs du mouvement pour lequel il se bat. Dans la vie quotidienne, ces noms de guerre pourraient remplacer le vrai prénom et le nom de famille.
Le terme nom de guerre est désormais utilisé pour désigner les pseudonymes que divers militants politiques, révolutionnaires et terroristes ont utilisés comme noms de code, souvent pour éviter d'être facilement identifiés. Depuis lors, ces noms de guerre continuent souvent à être utilisés même après que la personne soit arrivée au pouvoir dans son pays.

## Nom d'artiste
Plus tard, le nom de guerre était ce nom qu'un artiste prenait à la place de son nom personnel avec lequel il se produisait devant le public. Plus tard, d’autres personnes ont pris un autre nom afin d’éviter la vengeance ou les conséquences de leurs actes[réf. souhaitée].

## Alias
Un criminel menacé par des mesures considérées comme moralement défendables (par exemple le système judiciaire) n'utilise pas le terme de nom de guerre, mais un pseudonyme
.

## Noms de guerre célèbres
- Yasser Arafat, nom de guerre de Mohammed Abdel Rahman Abdel Raouf Arafat al-Qudwa al-Husseini, chef de l'OLP.
- Abou Mahdi al-Mouhandis, nom de guerre de Jamal Ja'far Muhammad Ali Al Ibrahim, chef du Kataeb Hezbollah et du Hachd al-Chaabi.
- Ibn al-Khattab, nom de guerre de Samir Saleh Abdullah Al Suwailim, chef moudjahidines en Tchétchénie.
- Willy Brandt né Herbert Frahm, réfugié du régime nazi en Allemagne et plus tard chancelier ouest-allemand.
- Che Guevara né Ernesto Guevara de la Serna, révolutionnaire et homme politique latino-américain.
- Joseph Staline
- Léon Trotsky
- Sous-commandant Marcos né Rafael Sebastián Guillén Vicente, chef de la guérilla mexicaine.
- Pancho Villa né José Doroteo Arango Arámbula, révolutionnaire mexicain.
- Pol Pot né Saloth Sar, révolutionnaire cambodgien et plus tard chef du gouvernement.
- Josip Broz Tito
- Jacques Chaban-Delmas